# 넬슨 자비에

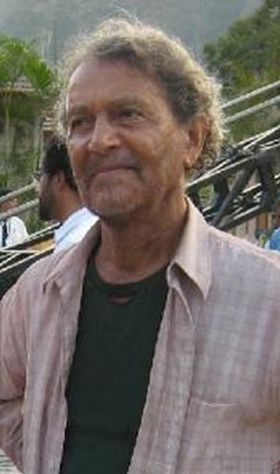

네우송 샤비에르(포르투갈어: Nelson Xavier, 포르투갈어 발음: [ˈnɛwsõ ʃɐviˈɛʁ], 1941년 8월 30일~2017년 5월 10일)는 브라질의 배우, 각본가, 영화 감독이다.
상파울루에서 태어났으며 우베를란지아에서 사망하였다. 사인은 폐암이다.

## 영화
- 컴백(2016년)
- 더 무빙 포레스트(2015년)
- 데스페디다(2015년)
- 어린 창녀의 노래(2009년)
- 엣 플레이 인 더 필즈 오브 더 로드(1991년)
- 가난한 부자 소녀(1984년)
- 더 폴(1978년)
- 도나의 선택(1978년)